# Mieczysław Obrembowicz
Mieczysław Obrembowicz vel Obrębowicz (ur. 1 czerwca 1889 w Stęszewie, zginął 31 lipca 1920 w okolicach Hrubieszowa) – sierżant pilot Wojska Polskiego, kawaler Orderu Virtuti Militari.

## Życiorys
Urodził się w rodzinie właściciela majątku Skórzewo, Józefa i Stanisławy Odrowąż-Waligórskiej.
Absolwent szkoły średniej w Szamotułach. Pracownik firmy samochodowej w Poznaniu. Przed wybuchem I wojny światowej odbył roczną praktykę w Paryżu. W czasie I wojny światowej służył w jednostce lotnictwa niemieckiego na lotnisku Ławica. Brał udział w wielu walkach powietrznych. 28 grudnia 1918, po wybuchu powstania wielkopolskiego, wraz z bratem Tadeuszem zgłosił się do oddziału ppłk. Andrzeja Kopy w Dopiewie. W nocy z 4 na 5 stycznia 1919 uczestniczył w zdobyciu lotniska na Ławicy. Jego doświadczenie i umiejętności pilotażu różnych typów samolotów zostają wykorzystane. Został jednym z pierwszych instruktorów pilotów. W czasie wojny z bolszewikami walczył w 4 eskadrze wywiadowczej. 31 lipca 1920 zgłosił się na ochotnika do wykonania odległego lotu wywiadowczego. W czasie lotu nastąpiła awaria silnika. Samolot spadł z wysokości 150 metrów w okolicach Hrubieszowa. Wypadek przeżyli ciężko ranni kpt. Stanisław Rybka i pchor. obs. Stanisław Czerwiński.

## Ordery i odznaczenia
- Krzyż Srebrny Orderu Wojskowego Virtuti Militari nr 8138 – pośmiertnie, 27 lipca 1922[3][1]
- Polowa Odznaka Pilota – pośmiertnie, 11 listopada 1928 „za loty bojowe nad nieprzyjacielem w czasie wojny 1918–1920”[4]